# Weekend (Lied)
Weekend ist ein Lied von Earth & Fire, das als Single aus dem Album Reality Fills Fantasy aus dem Jahr 1979 ausgekoppelt wurde. Es war der zweite Nummer-eins-Hit der Gruppe in ihrem Heimatland Niederlande sowie die erste und einzige Nummer eins für sie in Deutschland und der Schweiz.

## Entstehung und Inhalt
Das Lied wurde von Keyboarder Gerard Koerts geschrieben und von der Gruppe gemeinsam mit Gerrit Jan Leenders produziert. Der Popsong weist einige Elemente von Disco und Reggae auf. Der Songtext handelt von einer Wochenendbeziehung. Die Protagonistin erkennt jedoch, dass es so nicht weitergehen kann und dass sie nicht ausschließlich eine Geliebte für das Wochenende sein möchte.

## Veröffentlichung und Rezeption
Die Single erschien im November 1979 bei Vertigo. Auf der B-Seite der meisten Ausgaben war der Titel Answer Me enthalten, lediglich die schwedische Ausgabe enthielt Fire of Love. Der Song erreichte Platz eins der deutschen Singlecharts und war vom 28. April bis 25. Mai 1980 vier Wochen dort platziert, insgesamt war er 29 Chartwochen notiert. In Österreich erreichte er Platz 14 (vier Chartwochen) und in der Schweiz Platz eins (14 Chartwochen), ebenso wie in den Niederlanden (ebenfalls 14 Chartwochen) und in Belgien (Flandern), wo er zwölf Wochen platziert war. Am 24. März 1980 führte Earth & Fire das Lied bei disco im ZDF auf.
1988 wurde der Titel von Earth and Fire als Weekend ’88 wiederveröffentlicht.

## Coverversionen
Eine deutschsprachige Coverversion von 1980 mit dem Titel Kein Mädchen für das Wochenende stammt von Conny Morin. In der ZDF-Hitparade führte sie das Lied am 28. Juli 1980 auf, konnte sich jedoch nicht unter den ersten Drei platzieren. Im Jahr 2002 coverte Kid Q den Song unter dem Titel This Feeling und erreichte damit Platz 25 in Deutschland und Platz 58 in der Schweiz. Im Jahr 2003 folgte die Version von Scooter, Weekend!, die zu einem internationalen Erfolg wurde und Platz zwei der deutschen, Platz vier der österreichischen und Platz 37 der Schweizer Charts erreichte. Auch in den Charts der skandinavischen Länder und in den Niederlanden erreichte sie durchweg Top-Ten-Positionen und in Irland Platz eins. Im Jahr 2019 erschien eine Version von DJ Herzbeat feat. Sarah Lombardi, die Platz 83 der deutschen Charts erklomm. Zudem existieren Versionen von der Bloodhound Gang (Weekend!), Lizot, Olga Scheps (Weekend!), dem Disco Light Orchestra, Chips, Skyberg, Gry und The Hiltonaires.